# Sint-Antoniuskapel (Slek)
De Sint-Antoniuskapel is een kapel in Slek in de Nederlandse gemeente Echt-Susteren. De kapel staat aan de Slekkerstraat 53.
De kapel is gewijd aan de heilige Antonius van Egypte.

## Geschiedenis
In 2008 werd de kapel gebouwd en op 16 november 2008 werd deze ingezegend.

## Gebouw
De bakstenen kapel heeft een driezijdige koorsluiting en wordt gedekt door een zadeldak met leien. In de schuine gevels van de koorsluiting is elk een rondboogvenster met glas-in-lood aangebracht en in de achtergevel een rondboognis. Op de achterste nok is een kruis geplaatst. De frontgevel is een trapgevel met verbrede aanzet met in de bovenste helft een rond venster met hardstenen omlijsting en glas-in-lood en in de onderste helft de rechthoekige toegang van de kapel die wordt afgesloten met een dubbele houten deur met vensters en smeedwerk.
Van binnen is de kapel uitgevoerd in baksteen. Tegen de achterwand is een houten altaar geplaatst. Boven het altaar staat op een console een beeld van de heilige Antonius dat de heilige toont met naast hem een varken.